# Liste der Monuments historiques in Mouvaux
Die Liste der Monuments historiques in Mouvaux führt die Monuments historiques in der französischen Gemeinde Mouvaux auf.

## Liste der Bauwerke
| Bezeichnung                    | Beschreibung | Standort                                   | Kennzeichnung | Schutzstatus | Datum | Bild           |
| ------------------------------ | ------------ | ------------------------------------------ | ------------- | ------------ | ----- | -------------- |
| Kapelle Notre-Dame-des-Malades | Erbaut 1680  | Landstraße von Lille nach Tourcoing (Lage) | PA00107761    | Inscrit      | 1951  | weitere Bilder |

## Liste der Objekte
| Bezeichnung                                                                                    | Beschreibung                 | Standort                        | Kennzeichnung | Schutzstatus | Datum | Bild |
| ---------------------------------------------------------------------------------------------- | ---------------------------- | ------------------------------- | ------------- | ------------ | ----- | ---- |
| Gemälde Saint Dominique recevant du pape l'approbation des statuts de son ordre (verschwunden) | von Arnould de Vuez († 1724) | in der Kirche St-Germain (Lage) | PM59001103    | Classé       | 1906  |      |